# Marinella Soldi
Marinella Soldi (Figline Valdarno, 4 novembre 1966) è una dirigente d'azienda italiana, dal 21 luglio 2021 al 10 agosto 2024 presidente della Rai.

## Biografia
Nata a Figline Valdarno (Firenze), lo stesso giorno dell'alluvione, si è trasferita a Londra insieme alla famiglia quando aveva solo 8 anni.

### Attività manageriale
Cresciuta nella capitale inglese, si è laureata in economia alla London School of Economics e, dopo aver completato il master all'INSEAD di Fontainebleau, è entrata in McKinsey per poi passare a MTV Europe come manager. Qui la sua prima promozione – a direttrice generale di MTV Italy – dopodiché è tornata a Londra come Senior vice president.
Tornata quindi in Italia per amore, ha fondato una sua società di coaching per dirigenti, prima di ricominciare a lavorare per le tv: dal 2009 al 2018 è stata managing director Sud Europa per Discovery. Nel corso della carriera, ha fatto parte di svariati consigli di amministrazione: Nexi, Ferragamo, Italmobiliare, Ariston Thermo. Nel 2019 è stata anche presidente di Fondazione Vodafone.

### Presidente della Rai
Il 21 luglio 2021 è stata eletta presidente della Rai, su proposta dell'allora premier Mario Draghi e del ministro dell'Economia Daniele Franco. È la quinta donna a ricoprire tale ruolo, dopo Letizia Moratti, Lucia Annunziata, Anna Maria Tarantola e Monica Maggioni.
L'11 settembre 2023 è stata eletta nel consiglio di amministrazione della BBC per una durata di tre anni, con funzioni non esecutive. È la prima italiana a farne parte.
Il 23 luglio 2024 annuncia le proprie dimissioni da presidente RAI "per ragioni personali e professionali". Il 10 agosto 2024 lascia la RAI e al suo posto viene nominato ad interim Roberto Sergio.